# Paulinho (futebolista, 1933)
Paulo de Almeida, mais conhecido como Paulinho (Campos dos Goytacazes, 15 de setembro de 1933 — Campos dos Goytacazes, 8 de novembro de 2013), foi um futebolista brasileiro. Atuou como atacante no Flamengo, pelo qual se sagrou artilheiro do Campeonato Carioca de 1955, pelo Palmeiras e na Argentina pelo River Plate e pelo Estudiantes.

## Carreira

### Flamengo
Nascido em Campos dos Goytacazes, norte do estado do Rio de Janeiro, Paulinho foi levado ainda na adolescência ao Flamengo. Jogador versátil, tinha facilidade de jogar por todas as posições do ataque, especialmente pela ponta-direita, meia-direita ou no centro do ataque.
Fez suas primeiras partidas pelo Flamengo em 1951, aos 17 anos, na equipe mista que incluía alguns juvenis e disputou o Torneio Municipal. Mais tarde, em 1953 e 1954, voltou a ser utilizado em amistosos e durante o Torneio Rio-São Paulo, no qual o clube deu vez a jogadores jovens ou menos utilizados do elenco.
Mas sua estreia pelo Campeonato Carioca, então a principal competição da temporada, só se daria em janeiro de 1955, na penúltima rodada do returno da competição, na vitória de 3–0 sobre o Madureira. Na ocasião, Paulinho substituía o titular Joel, que fraturara a perna na partida anterior, contra o Vasco, numa dividida com o goleiro cruzmaltino Victor González.
Paulinho seria o titular da ponta-direita também no jogo seguinte, contra o Bangu, e em todas as cinco partidas do terceiro turno, vencido por antecipação pelo Flamengo, que se sagrou, com isso, bicampeão carioca. Na partida que valeu a conquista, vitória por 2–1 sobre o Vasco em 12 de fevereiro de 1955, o jogador marcou o segundo gol rubro-negro, o do título.
Na campanha do terceiro título do tri carioca, conquistado apenas em abril de 1956, participou de 29 dos 30 jogos, sendo ponta-direita em 19 deles, centroavante em nove e até ponta-esquerda em uma partida (a da estreia, contra o Canto do Rio). Só ficou de fora justamente da terceira e última partida da decisão, 4–1 contra o America, por motivos até hoje polêmicos: segundo algumas fontes, ele teria sido barrado por indisciplina pelo técnico Fleitas Solich. Já outras afirmam que o jogador estaria lesionado.
Neste Campeonato Carioca de 1955, também se consagraria o artilheiro da competição, com 23 gols, incluindo três na goleada de 6–1 sobre o Fluminense, a maior do clássico no Maracanã, em 17 de dezembro daquele ano.
O bom desempenho valeria a convocação para a Seleção Brasileira que excursionaria pela Europa, logo após o término do campeonato. Na volta, manteve-se como titular da meia-direita do Flamengo durante o Carioca de 1956, no qual o clube terminou na terceira colocação, empatado em pontos com o Botafogo.

### Palmeiras
No ano seguinte, depois de atuar em alguns amistosos pelo Flamengo, entre eles a vitória por 6–4 sobre os húngaros do Honved, de Puskas, Kocsis e Czibor, no Maracanã, foi negociado pelo Rubro-Negro com o Palmeiras no fim de março, pelo valor de Cr$ 1 milhão mais a renda de dois amistosos entre os clubes.
Sua estreia pelo Palmeiras aconteceu em 27 de abril de 1957, marcando o gol alviverde num empate em 1–1 diante do Vasco no Maracanã, pelo Torneio Rio-São Paulo. Pelo clube paulista, atuaria até 1959, disputando 109 partidas e marcando 42 gols, um deles marcado num jogo histórico do futebol brasileiro, em que o Alviverde perdeu por 7–6 para o Santos. Na ocasião, marcou de pênalti o terceiro gol palmeirense na partida.

### No futebol argentino
Durante a disputa do Campeonato Paulista de 1959, insatisfeito com a reserva e incompatibilizado com o técnico Osvaldo Brandão, foi sondado pelo River Plate, transferindo-se no início do ano seguinte. Pelo clube de Buenos Aires disputou a temporada de 1960. Pelo Campeonato Argentino daquele ano, marcaria apenas quatro gols, o primeiro deles de pênalti num empate em 1 a 1 no clássico diante do Boca Juniors, em 17 de abril. O River terminaria com o vice-campeonato, dois pontos atrás do Independiente.
Em abril de 1961, após desentendimento com o técnico José Ramos, acabou negociado com o Estudiantes. Naquela temporada, o clube de La Plata escaparia do rebaixamento na última rodada ao empatar em 1–1 com o Lanús.

## Seleção Brasileira
Convocado pelo técnico Flávio Costa para a excursão que a Seleção faria pela Europa entre abril e maio de 1956, entrou em campo em seis das sete partidas, sendo cinco como titular, sempre na função de ponta-direita. Substituiu o vascaíno Sabará no empate em 1–1 com a Suíça em Zurique e depois assumiu a camisa 7 de titular nos jogos contra a Áustria (3–2), a Tchecoslováquia (0–0), a Itália (0–3), a Turquia (1–0) e a Inglaterra (2–4). Neste último, em Wembley, marcou um dos dois gols brasileiros no jogo (o outro foi de Didi).

## Morte
Paulinho morreu aos 80 anos de idade em 8 de novembro de 2013, em Campos dos Goytacazes, cidade em que nasceu, vitimado por um enfisema pulmonar. O ex-atacante morava em Atafona, litoral de São João da Barra.

## Títulos
Flamengo
- Campeonato Carioca: 1954 e 1955
- Torneio Quadrangular da Argentina: 1953
- Torneio Internacional do Rio de Janeiro: 1954
- Taça dos Campeões Estaduais: 1956

Palmeiras
- Campeonato Paulista: 1959